# Eurodachtha
Eurodachtha is een geslacht van vlinders van de familie Lecithoceridae.

## Soorten
- E. canigella (Caradja, 1920)
- E. flavissimella (Mann, 1862)
- E. nigralba Gozmany, 1978
- E. pallicornella (Staudinger, 1859)
- E. siculella (Wocke, 1889)